# Carmageddon 2: Carpocalypse Now
Carmageddon 2: Carpocalypse Now – sequel gry komputerowej Carmageddon wydany w 1998 roku. Gra została stworzona przez Stainless Games i wydana przez Interplay oraz SCi na komputery PC i Macintosh.
Tak samo jak poprzednik, Carmageddon II był obiektem krytyki za poziom brutalności przedstawiony w grze. Został zaliczony do kategorii 16+ przez organizację ELSPA. W niektórych krajach cywile (i zwierzęta) zostali zamienieni na zombie, a krew na zielony śluz.
Gra zawiera heavymetalowy soundtrack z piosenkami Iron Maiden i instrumentalną ścieżkę dźwiękową od Sentience.
Carmageddon II jest jedną z niewielu gier samochodowych (nawet dziesięć lat po jej wydaniu), która zawiera w pełni deformowalny model samochodu odpowiadający za realistyczne wgniecenia i stłuczki. W istocie samochód może być nawet złamany w pół i w poprzek, lub zmiażdżony.
Tak samo jak w Carmageddonie, są trzy możliwości ukończenia poziomu:
- ukończyć wyścig, przekraczając wszystkie punkty kontrolne, zanim skończy się czas
- zniszczyć wszystkich przeciwników
- zabić wszystkich cywilów/zombi na danym poziomie

Wraz z postępami w grze, gracz odblokowuje kolejne „paczki” poziomów (łącznie 10), składających się z trzech normalnych poziomów typu Race, Wreck lub Wreak havoc among the zombie/pedestrian hordes. Każdy z poziomów zawiera misję do wykonania. Wypełnienie wszystkich odblokowuje kolejną „paczkę”. Po zakończeniu 10. poziomu otrzymujemy możliwość przejścia do dowolnego wyścigu na dowolnym poziomie. Zwycięstwo odblokowuje również wszystkie dostępne w grze pojazdy do naszej dyspozycji.
Limit czasu w grze można powiększyć przez zabijanie cywilów, zderzanie się z przeciwnikami lub wykonywanie tricków. Za specjalne tricki i metody zabijania zyskuje się więcej czasu.
Nazwa gry jest nawiązaniem do filmu Czas apokalipsy Coppoli, którego tytuł w oryginale brzmiał Apocalypse Now.

## Soundtrack
- 1. Iron Maiden – „The Trooper”
- 2. Iron Maiden – „Man on the Edge”
- 3. Iron Maiden – „Aces High”
- 4. Iron Maiden – „Be Quick or Be Dead”
- 5. Sentience – „Finer Scale”
- 6. Sentience – „Magnificent Speed”
- 7. Sentience – „Machina Directa”